# ماكسيم هوتبوا
ماكسيم هوتبوا (بالفرنسية: Maxime Hautbois)‏ (3 يناير 1991 بلافال في فرنسا - ) هو لاعب كرة قدم فرنسي في مركز حراسة المرمى.

## روابط خارجية
- ماكسيم هوتبوا على موقع قاعدة بيانات كرة القدم.إي يو (الإنجليزية)
- ماكسيم هوتبوا على موقع Soccerway.com (الإنجليزية)
- ماكسيم هوتبوا على موقع عالم كرة القدم.نت (الإنجليزية)
- ماكسيم هوتبوا على موقع GSA (الإنجليزية)